# سامانه سماح
سامانه سماح که مخفف عبارت «ساماندهی مشتاقان ایام حضور در اعتاب مقدسه» است توسط سازمان حج و زیارت با هدف دریافت روادید عراق جهت زائران مراسم اربعین شیعیان در شهر کربلا راه اندازی شده‌است.

## چرایی شکل‌گیری سامانه سماح
ثبت نام در این سامانه موجب می‌شود تعداد زائران مرد و زن و استان‌های آن‌ها برای ساماندهی زائران مشخص شود. برای ثبت نام در این سامان داشتن گذرنامه الزامی است و افرادی که دارای گذرنامه معتبر هستند بعد از ثبت‌نام، کد رهگیری می‌گیرند. 

## هدف از ثبت‌نام در سامانه سماح
در سال‌های اخیر، سفر زائران ایرانی به مناسبت اربعین حسینی با حجم بالایی از تردد مواجه بوده‌است. برخلاف سفرهای زیارتی معمول که اغلب از طریق کاروان‌های سازمان‌دهی‌شده انجام می‌شود، بخش زیادی از زائران اربعین به‌صورت انفرادی یا گروه‌های غیردولتی، عمدتاً از مرزهای زمینی وارد خاک عراق می‌شوند.
به همین منظور، سازمان حج و زیارت با هدف مدیریت، ساماندهی و شمارش دقیق زائران، در بازه زمانی مشخصی اقدام به راه‌اندازی سامانه سماح می‌کند.

## دریافت تسهیلات مالی در سامانه سماح
تا زمان نگارش این مطلب، سامانه سماح خدماتی در زمینه درخواست مستقیم تسهیلات مالی برای سفر اربعین ارائه نمی‌دهد. متقاضیانی که نیاز به دریافت کمک هزینه سفر دارند، می‌توانند از روش‌های جایگزین از جمله مراجعه به نهادهای مرتبط نظیر سازمان حج و زیارت یا کاروان‌های زیارتی دارای مجوز رسمی استفاده کنند.
در حال حاضر، زیرساخت مشخصی برای دریافت و پردازش تقاضای تسهیلات از طریق سامانه سماح وجود ندارد؛ با این حال، ممکن است این امکان در آینده‌ای نزدیک توسط نهادهای ذی‌ربط طراحی و ارائه شود.